# Показне (Мелітопольський район)
Показне́ — село в Україні, у Плодородненській сільській громаді Мелітопольського району Запорізької області. Населення становить 487 осіб. До 2017 року орган місцевого самоврядування — Плодородненська сільська рада.

## Географія
Село Показне розташоване за 90 км від обласного центру та 42 км від районного центру. Сусідні села:  Райхенфельд (1,5 км) та Тракторне (2 км). У селі розташований невеликий став. Поруч пролягає залізнична лінія Запоріжжя I — Федорівка, станція Плодородна (за 2 км).

## Історія
Засноване у 1810 році, як німецький хутір Костгейм.
Приблизно з 1918 року до 1945 року — німецьке поселення Каштаїв
У 1945 році перейменоване в село Показне.
25 травня 2017 року, в ході децентралізації, Плодородненська сільська рада об'єднана з Плодородненською сільською громадою Михайлівського району.
19 липня 2020 року, в результаті адміністративно-територіальної реформи та ліквідації Михайлівського району, село увійшло до складу Мелітопольського району.
З початку російського вторгнення в Україну село перебуває під тимчасовою окупацією.
15 липня 2023 року за повідомленнам Генерального штабу ЗСУ окупанти продовжують використовувати цивільні заклади охорони здоров'я тимчасово захоплених територій України у власних цілях. Зокрема, встановлено, що в селі Показне з будівлі Михайлівського психоневрологічного інтернату, вивезено близько 200 пацієнтів у невідомому напрямку, а обслуговуючий персонал звільнено, з метою розміщення на території та в приміщеннях інтернату військового шпиталю для лікування поранених російських окупантів.

## Об'єкт соціальної сфери
- Михайлівський психоневрологічний інтернат.